# 荒木恵子
荒木 恵子（あらき けいこ、1956年2月3日 - ）は、日本の元女子バスケットボール選手である。熊本県出身。

## 来歴
熊本県立宇土高等学校卒業後、共同石油に入社し、ポイントゲッターとして活躍。チームの1978-79年シーズンと1979-80年シーズンの日本リーグ2連覇に貢献し、ベスト5にも2年連続で選出された。上記の2シーズンではリーグ得点王争いにも加わったが、1978-79年シーズンは李玉慈（シャンソン化粧品）、1979-80年シーズンは高橋由紀子（日立甲府）に惜しくも敗れ、2年連続で2位に終わった。
全日本にも選ばれ、1979年世界選手権、1980年モスクワオリンピック女子バスケットボール世界予選にも出場した。

## 日本代表歴
- 1979年女子世界選手権
- 1980年モスクワオリンピック女子バスケットボール世界予選